# Joga klasyczna
Joga klasyczna, asztanga joga (sans.: "ośmioczłonowa joga", dewanagari राजयोग Radźa joga "joga królewska") – starożytny system jogi, któremu ostateczny kształt nadał Patańdżali w swoich Jogasutrach. W tej postaci został uznany za jeden z sześciu ortodoksyjnych (tzn. uznających autorytet Wed) systemów filozoficznych. Teoretyczną podbudowę stanowi dlań sankhja – inny z tych sześciu systemów, natomiast sama joga skupia się na zagadnieniach praktyki.

## Źródłosłów
Termin „radżajoga” występuje w literaturze dopiero od około XV wieku. Używany był ówcześnie w opozycji do jogi opartej na ćwiczeniach ciała fizycznego (hathajoga). Można go interpretować, jako odnoszącego się do celu praktyk joginów – jaźni, którą charakteryzuje sanskrycki rdzeń rāj o znaczeniach władać, rządzić, błyszczeć, jaśnieć. Królewska joga – rodzaj jogi, określanej jako królewska z uwagi na zaawansowane praktyki medytacyjne (samadhi) i mentalne (praca ze świadomością, procesem myślowym, intuicją).

## System radżajogi
Istnieje różnica między systemem radżajogi a jej celem, którym jest doznanie całkowitej psychicznej integracji i wyzwolenie z koła narodzin i śmierci (patrz karma). Ten drugi, będąc wynikiem ćwiczeń jogicznych, jest skutkiem pierwszego. 
Na system radżajogi składa się ośmiostopniowa ścieżka, w skład której wchodzą następujące stopnie (w kolejności od najniższego do najwyższego): jama, nijama, asana, pranajama, pratjahara, dharana, dhjana i samadhi.
Pierwszy stopień, jama, co można przetłumaczyć jako „oczyszczanie”, obejmuje pięć zakazów biernych. Zakazy te to:
1. Nie zabijać
2. Nie kłamać
3. Nie kraść
4. Żyć wstrzemięźliwie
5. Nie przywiązywać się emocjonalnie
Zakazy te, pilnie przestrzegane, mają na celu uchronienie ucznia przed nawykiem popadania w utarte błędne wzorce postępowania, myślenia jak i odczuwania. Należy bowiem pamiętać, że wszelkie wskazania radżajogi odnoszą się, przede wszystkim, do pracy na poziomie mentalnym i uczuciowym. Nie należy rozumieć wskazań Jamy w znaczeniu tylko dosłownym. Dla przykładu, kłamanie to także zatajanie informacji, które mogłyby pomóc drugiemu człowiekowi, to także nie prostowanie czyichś oszczerstw, wiedząc, że są to oszczerstwa itd.
Drugi stopień, nijama (nabywanie cnót), jako drugi ze szczebli radżajogi, jest logicznym następstwem jamy. Składają się na nią:
1. szatsampatti, czyli uzdatnienie poszóstne, na które składają się:
a) śama – kontrola nad myślami
b) dama – kontrola nad postępkami
c) uparama – wytrwałość w utrzymywaniu się na swojej życiowej drodze
d) titiksza – cierpliwość w znoszeniu niepowodzeń i przykrości
e) samadhana – równowaga wewnętrzna
2. wiweka – rozróżnianie rzeczy trwałych od znikomych
3. wiraga – moc nie dbająca o wyniki starań
4. mumukszu – dążenie do oswobodzenia
Podczas gdy jama sprowadza się do oczyszczania, nijama polega na wbudowywaniu w człowieka wzorców zachowania całkiem nowych, jakościowo różnych od starych. Poprzez intensywną praktykę, ma na celu utworzenie w uczniu nowych wzorców zachowania, myślenia i czucia. W klasycznej radżajodze jama i nijama traktowane są ze szczególną powagą jako niezbędne do wytworzenia w człowieku warunków wewnętrznych koniecznych do prawidłowej praktyki kolejnych szczebli. Nierzadko nad praktyką tylko tych dwóch stopni uczeń spędzał kilka lat.
Trzeci stopień, asana (postawa życiowa) jest kolejnym szczeblem, budowanym na fundamencie jamy i nijamy. Asana w radżajodze nie ma praktycznie nic wspólnego z ćwiczeniami fizycznymi. Chodzi w niej o właściwą postawę moralną/duchową w życiu codziennym. Składają się na nią odpowiednie: wiedza, chęci, słowo, dzieło, życie, dążenia, skupienie i pogrążenie.
W asanie chodzi o zachowanie takiej postawy umysłu, która będzie najodpowiedniejsza do wytrwania w długotrwałych praktykach medytacyjnych. Jest to analogiczne do podejścia hathajogi, która jednak skupia się na właściwej postawie fizycznej.
Czwarty stopień, pranajama (rytm życiowy) polega na takim zharmonizowaniu swojego życia, aby określone czynności każdego dnia odbywały się podług pewnego rytmu. W najprostszym wariancie będzie to polegać na sypianiu o stałych porach, jadaniu o stałych porach, ćwiczeniu o stałych porach, pracowaniu o stałych porach itd. Jednak w praktyce jest to rytmika dużo subtelniejsza, prowadząca do harmonii w organizowaniu własnego życia.
Piąty stopień, pratjahara (władanie uwagą) stanowi pierwszy etap bezpośrednich ćwiczeń umysłowych. Polega na takim wyćwiczeniu posługiwania się zmysłami, aby móc dowolnie je kontrolować. Czyli gdy chce się słyszeć, wtedy się słucha i żadne inne wrażenie zmysłowe nie jest w stanie odciągnąć naszej uwagi od zmysłu słuchu. W konsekwencji opanowania ćwiczeń w pratjaharze uczeń uczy się nie ulegać żadnemu ze zmysłów, tym samym ucząc się popadać w stan wewnętrznej ciszy. Jest to warunek wstępny do zaawansowanych ćwiczeń w samjamie, na którą składa się dharana, dhajana i samadhi.
Szósty stopień, dharana (koncentracja), oznacza tyle co zdolność umysłu do skupienia się na jednym wybranym obiekcie przez dowolnie długi czas. Obiektem tym mogą być przedmioty, myśli, odczucia, a także oddech lub pustka będąca następstwem nie uczestniczenia we wszelkich wrażeniach zmysłowych, w tym myślach i uczuciach.
Siódmy stopień, dhjana (medytacja), jest stanem wynikłym z długotrwałej koncentracji. Podczas gdy koncentracja dokonywała się na obiektach podmiotowych, choćby tak subtelnym jak myśli czy pustka, to medytacja tyczy wprowadzenia umysłu w stan, w którym następuje zatopienie umysłu w obiekcie koncentracji, tak że doznaje się wiedzy ogólnej o przedmiocie. Na przykład, skupienie umysłu na śmierci ukochanego psa należy do dharany, ale skupienie umysłu na śmierci w ogóle, jako na cesze, części życia, to już dhjana.
Ósmy stopień, samadhi, stan umożliwiający kontemplację, jest stanem następującym spontanicznie po długotrwałej medytacji. Podczas, gdy w dhjanie doznawało się niejako rozszerzenia widzenia o danym przedmiocie, to w kontemplacji umysł „staje się” samym przedmiotem. Tym samym poznaje się przedmiot nie przez myśli i odczucia choćby tak subtelne jak te płynące z dhjany. W samadhi człowiek sam staje się obiektem skupienia, „widzi jego oczami”, „słyszy jego uszami”. Wyćwiczenie w kontemplacji prowadzi do uzyskania intuicji. Poprzez kontemplację różnych obiektów doznaje się intuicyjnego poznania tych obiektów. Najwyższym obiektem samadhi jest skupienie na istocie własnego umysłu.
Choć stopnie radżajogi zaczyna się w opisanej kolejności, to nie są one jak szczeble drabiny, gdzie po przebyciu wcześniejszego szczebla zapomina się o nim. Wraz z rozwojem praktyki dokłada się kolejne stopnie i praktykuje wszystkie równocześnie. Nie jest też potrzebne doskonałe opanowanie wcześniejszego stopnia, by zacząć praktykować kolejny. Wystarczy nabranie w nim biegłości i uczynienie z niego stałego elementu swojego życia.

## Współczesne szkoły radżajogi
- Współcześnie jest ona często, choć nie do końca słusznie, utożsamiania z ośmiostopniową asztangajogą lub ujmowana jako system obejmujący fragmenty nauczania Patańdźalego (część 2 i 3 księgi Jogasutr). O tym, że radźajoga jest odmienna od nauczania zawartego w Jogasutrach naucza w książce Joga B.K.S. Iyengar[3]. Wielu współczesnych guru naucza technik powiązanych z radżajogą.

- Światowy Uniwersytet Duchowy Brahma Kumaris w Polsce